# Gebiedslevenscyclus
Gebiedslevenscyclus is de ruimtelijke variant van de productlevenscyclus bekend uit de consumentenwetenschappen. De gedachte is dat de ontwikkeling van bijvoorbeeld een toeristische gebied of een industriegebied beschreven kan worden in termen van groei en verval. Kenmerkend voor zo'n ontwikkeling is een S-vormige curve, na een trage start volgt een snelle groei om te eindigen in een trager verlopende fase van stagnatie.
Voor een toeristische bestemming kunnen in de loop van de tijd globaal gesproken de volgende ontwikkelingsfasen worden onderscheiden:

## Exploratie
Het gebied wordt bezocht door kleine groepen op ontdekking gerichte toeristen. Deze groep toeristen wordt vooral aangetrokken door de min of meer ongerepte staat van de lokale natuur en cultuur. Het gebied is nog niet erg toegankelijk en kent geen goed ontwikkelde verkeersinfrastructuur. Voor huisvesting en verzorging is men aangewezen op niet-specifieke lokale voorzieningen. Het profijt van de toeristische interesse voor de lokale economie is nog verwaarloosbaar. De belangrijkste attractie van het gebied is juist het ongerepte en de mogelijkheden contact te leggen met de lokale bevolking.

## Betrokkenheid
Bij de lokale bevolking komen initiatieven om gebruik te maken van de mogelijkheid economische voordelen te halen uit de ontstane situatie. Men begint met de bouw van voorzieningen (kleine hotels, pensions, restaurants) en het gevolg is dat de toeristenstroom gaat groeien. Er wordt een bescheiden begin gemaakt met marketingactiviteiten. De lokale en regionale overheid wordt gevraagd zorg te dragen voor betere faciliteiten. De toeristische ondernemers gaan zich organiseren.

## Snelle ontwikkeling
Het gebied begint grote groepen toeristen te trekken. Het karakter van het toerisme gaat veranderen. De op natuur en cultuur gerichte toerist maakt meer en meer plaats voor de op zon, strand en vermaak gerichte groep. Deze groep toeristen stelt ook hogere eisen aan de kwaliteit van de faciliteiten (meer luxe en comfort, wel overigens betaalbaar). De toerist maakt steeds meer gebruik van kant-en-klare arrangementen. Ondernemers van buiten het gebied proberen de nu aantrekkelijke toeristische bestemming te veroveren. Multinationale hotel- en verblijfsaccommodatieketens verschijnen in het gebied. De regionale en nationale overheden maken een inhaalslag om via regulering en planning de vaak snelle groei in goede banen te leiden.
Geleidelijk aan worden de negatieve aspecten van de groei van het toerisme zichtbaar. Natuurgebieden worden aangetast zowel op het land als ook in zeegebieden. In het hoogseizoen is sprake van grote verkeersdruk. De arbeidsmarkt kent grote spanningen door de piekbelasting in het hoogseizoen. Het niet bij het toerisme betrokken deel van de lokale bevolking raakt geïrriteerd (lawaaioverlast, lange wachttijden, verkeerscongestie, onacceptabel gedrag van toeristen, stijgende onroerend goed prijzen). De baten van het toerisme komen niet optimaal ten goede aan de lokale economie doordat het multinationale karakter van de toeristenindustrie zorgt voor weglekeffecten van bedrijfswinsten.
Er ontstaan ook initiatieven te komen tot verantwoorde vormen van toerisme (duurzaam toerisme).

## Consolidatie
Het aantal toeristen dat het gebied jaarlijks bezoekt stabiliseert. Het groeipercentage begint af te nemen. In de bebouwde omgeving worden snelle veranderingen waargenomen. Gebouwen en bedrijven wisselen sneller van eigenaar omdat het korte termijn resultaat prioriteit heeft. De infrastructuur is aan slijtage onderhevig.

## Stagnatie en verval
Het gebied is niet langer interessant voor de massatoerist. De toeristen zoeken andere, meer aantrekkelijke gebieden op. Touroperators gaan stunten met afbraakprijzen en zetten de lokale toeristische industrie onder druk. Lokale en regionale aanbieders gaan op zoek naar nieuwe doelgroepen om het tij te keren. Soms ontstaan vruchtbare initiatieven tot productvernieuwing al dan niet gesteund door regionale of nationale overheden.

## Problemen met het model
Ook het model van de gebiedslevenscyclus blijft een ideaaltypische benadering. Zelden zal een toeristisch gebied alle fasen met bijbehorende kenmerken doorlopen. Sommige gebieden raken waarschijnlijk nooit uit het exploratiestadium, zoals Antarctica. Andere gebieden slaan door een bepaalde wijze van (regionale) planning de eerste fasen van het proces over. Een voorbeeld hiervan is Grande Motte in Frankrijk of Port Zélande in Nederland waar in een keer een volledig toeristisch product is gerealiseerd. In andere gebieden (denk aan het voormalige Joegoslavië) kan een geleidelijke ontwikkeling plotseling worden verstoord door oorlogsomstandigheden.
Verder moet worden vastgesteld dat de identificatie van de verschillende fasen van een gebiedslevenscyclus niet eenvoudig is. Een belangrijk probleem wordt gevormd door de vraag wat nu de meeteenheid voor de ontwikkeling is. Is dat het absolute aantal toeristen of is het beter te zien naar de ontwikkeling van de bestedingen of het aandeel in de toeristische markt?